# Лоллій (Юрьєвський)
Єпископ Лоллій (в миру Олександр Іванович Юр'євський; 19 листопада (1 грудня) +
1875 — 11 лютого 1935, Ржев) — російський релігійний діяч, церковний історик, єпископ Могилів-Подільський ПРЦ, вікарій Подільської єпархії.

## Біографія
У 1896 році закінчив Тобольську духовну семінарію ПРЦ.
У 1901 році закінчив Казанську духовну академію ПРЦ зі ступенем кандидата богослов'я, після чого призначений викладачем Тобольського єпархіального училища ПРЦ.
З 1903 року — головний архіваріус Тобольського єпархіального церковного Древлехранилища.
З 1910 року — викладач і з січня 1914 року — інспектор Тобольської духовної семінарії ПРЦ.
З 31 грудня 1914 року — доглядач Єдинецького духовного училища Кишинівської єпархії ПРЦ.
Володів великими знаннями і багатою ерудицією. Був знавцем Стародавнього Сходу ранньохристиянського періоду. Друкувався в «Тобольських єпархіальних відомостях», брав участь у складанні відомого 12-томного життєпису вітчизняних подвижників благочестя XVIII—XIX століть (по місяцях).
14 лютого 1921 в Києві був хіротонізований на єпископа Могилів-Подільського, вікарія Подільської єпархії ПРЦ. Свячення очолив патріарший (ПРЦ) екзарх України митрополит Михаїл (Єрмаков).
У 1922—1923 році приєднався до обновленської «Української православної автокефальної (синодальної) церкви», але великої активності не виявляв. Був зведений в сан архієпископа і залишений єпископом Могилів-Подільським.
З 1925 року — обновленський архієпископ Подільський і Брацлавський.
Одночасно, з червня 1925 року був викладачем Вищої Української (обновленськой) богословської школи в Києві. 26 червня 1925 року спільно з епископом Молдавським Миколою і Бердичівським Олександром звершив хіротонію Гавриїла Барського.
З 1928 року — обновленський архієпископ Могилів-Подільський.
На початку 1930-х років приніс покаяння митрополиту Сергієві (Страгородськомоу) і був прийнятий в сані єпископа в спілкування з РПЦ.
В останні роки жив у місті Ржеві. Помер 11 лютого 1935 року.

## Твори
- «Гомилетика, или наука о пастырском проповедании слова Божия», Киев, 1903, VII+495 с.
- «Архм. Феодосий, восстановитель Софрониевой пустыни». Новый Свято-русский патерик, Тобольск, 1912. (несколько выпуск.).
- "Марк Подвижник и его новооткрытое «Слово против несториан» // «Православный собеседник», 1900, № 5, с. 1—66.
- «Украинская лжеиерархия (Липковщина)» // Український православний благовісник. Харків. 1926. № 19-24; 1927. № 1-22.
- "Александрия и Египет: (Глава из церковно-исторического исследования «Украинская лжеиерархия (Липковщина)» [Архівовано 5 березня 2016 у Wayback Machine.]) // Богословские Труды № 18 (1978) стр.136-179; 21 (1980) стр. 181—220; 24 (1983) стр. 46-96; 25 (1984) стр. 57-153:
- «Неправедный управитель. (Лук. XVI, 1—8). Историко-археологическое изложение притчи» // Український православний благовісник, Харків, 1926, № 18
- «Дружина или сестра? (Агиологическая справка)» // Український православний благовісник. Харків., 1928, № 7.
- «Песнь песней Соломона» // Український православний благовісник. Харків., 1928, № 8.